# Labyrintspindel
Labyrintspindel (Agelena labyrinthica) är en spindel som tillhör familjen trattspindlar. Den lever företrädesvis på öppna, torra platser och bygger tätt vävda trattliknande fångstnät i låg vegetation eller bland buskar. Nätets diameter kan vara 50 centimeter. Den skygga och snabba spindel gömmer sig i den rörliknande reträtten.

## Kännetecken
Labyrintspideln har en längd på 8-14 millimeter. Honan blir som hos många andra spindlar vanligen något större än hanen, mellan 10 och 14 millimeter, jämfört med hanen som blir 8 till 12 millimeter. Ett kännetecken för arten är långa och framträdande spinnvårtor.
På bakkroppens ovansida finns mitt på en längsgående brunaktig rand som på vardera sida kantas av flera gråaktiga, tvärställda och lite bakåtriktade streck. Mellan tvärbanden finns inslag av mörkare hår, men ytterst mot bakkroppens sidor blir inslaget av ljusare hår större. 
Framkroppen har ett centralt ljusare längsgående band som kantas av ett mörkare band på vardera sida, ytterst mot sidorna finns återigen ett ljusare band. Framkroppen är lite mer gulbrunaktig än bakkroppen och det kan förekomma rödbrunaktiga nyanser. 

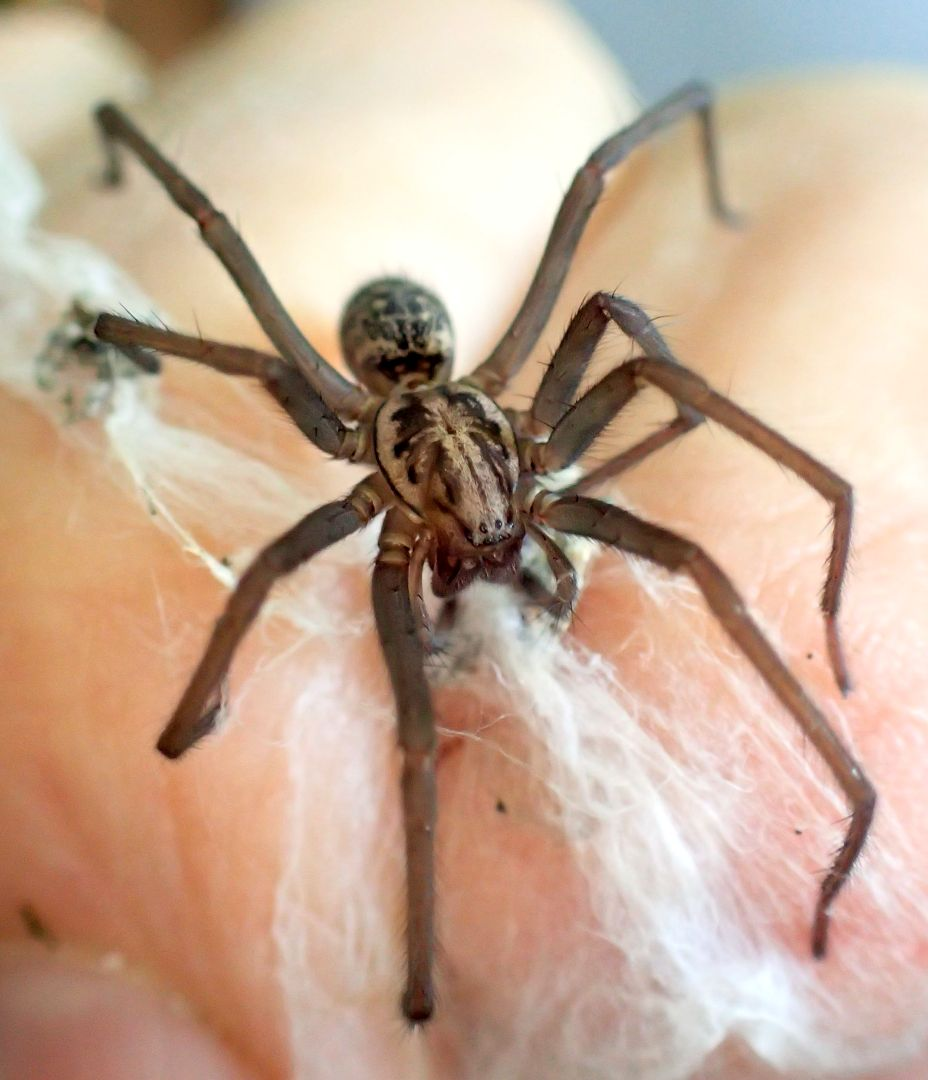
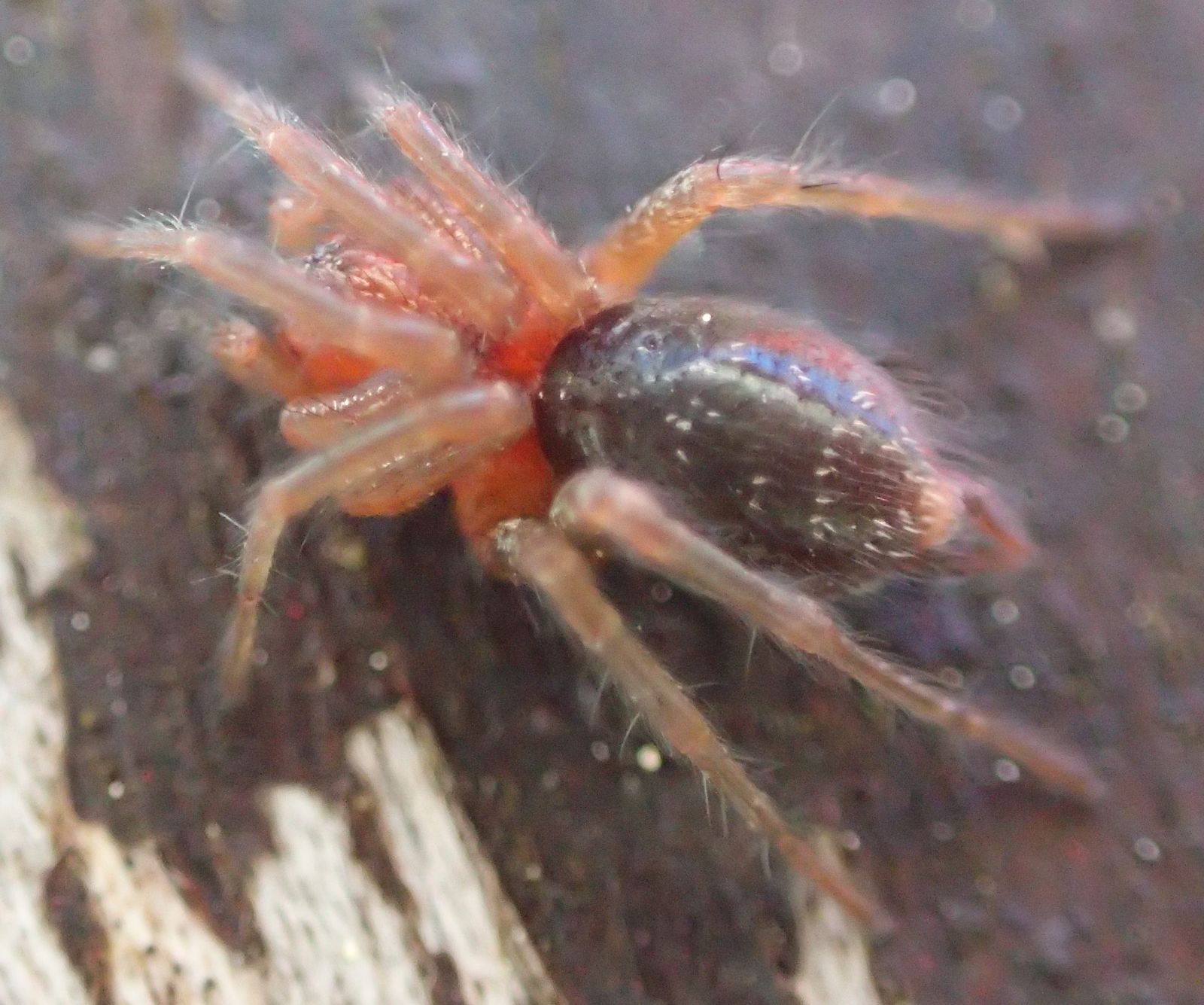
Mycket ung

## Levnadssätt
Labyrintspindeln paralyserar sitt byte (olika insekter) med sitt gift och drar sedan med det till sin reträtt där det konsumeras. Om spindeln hotas kan den om det blir nödvändigt fly sin reträtt, då denna är öppen i båda ändar och undkomma genom att försvinna i vegetationen. Hanarna söker under sommaren efter honor. Om han hittar en hona signalerar han sina avsikter till henne och först när hon bekräftat att hon är parningsvillig närmar han sig, eftersom han annars riskerar att uppfattas som ett byte.